# Thomas Steel
Pour les articles homonymes, voir Steel.
Ne doit pas être confondu avec Thomas Steele.
Thomas Steel est un chimiste et un naturaliste amateur écossais, né le 8 septembre 1858 à Glasgow et mort le 17 août 1925  à Sydney.

## Biographie
Il travaille pour le compte de la Colonial Sugar Refining Company de Sydney de 1882 à 1918. Il dirige la publication d’Australian Naturalist de 1911 jusqu'à sa mort.

## Source
- Anthony Musgrave (1932). Bibliography of Australian Entomology, 1775-1930, with biographical notes on authors and collectors, Royal Zoological Society of New South Wales (Sydney) : viii + 380.